# Шулимова, Александра Андреевна
Александра Андреевна Шулимова (20 февраля 1923 — 5 июня 2004) — передовик советского нефтеперерабатывающей промышленности, старший оператор Красноводского нефтеперерабатывающего завода имени Сталина Туркменского совнархоза, Герой Социалистического Труда (1960), депутат Верховного Совета СССР 7-го и 8-го созывов.

## Биография
Родилась в 1923 году в городе Гайсин Подольской губернии Украинской ССР в русской семье.
С 1938 года проходила обучение в школе фабрично-заводского ученичества, после окончания стал трудиться на трикотажной фабрике.
В 1948 году переезжает в Туркменистан и начинает свою трудовую деятельность на Красноводском нефтеперерабатывающем заводе имени Сталина, ныне крупнейшее нефтеперерабатывающее предприятие Туркмении. Сначала трудилась помощником оператора, а затем самостоятельно работала оператором. В 1958 году назначена старшим оператором технологических установок.
«В ознаменовании 50-летия Международного женского дня, за выдающиеся достижения в труде и особо плодотворную общественную деятельность» указом Президиума Верховного Совета СССР от 7 марта 1960 года Александре Андреевне Шулимовой было присвоено звание Герой Социалистического Труда с вручением ордена Ленина и медали «Серп и Молот».
Продолжала и дальше трудиться на нефтеперерабатывающем заводе до выхода на заслуженный отдых.
Представляла отрасль и свой район в качестве депутата Верховного Совета СССР 7-го и 8-го созывов. Являлась кандидатом в члены Центрального комитета компартии Туркменской ССР. С 1962 года член КПСС
После выхода на пенсию вернулась в Украину и проживала в городе Киеве. Умерла 5 июня 2004 года.

## Награды
За трудовые успехи была удостоена:
- золотая звезда «Серп и Молот» (07.03.1960);
- орден Ленина (07.03.1960);
- другие медали.
- Заслуженный работник нефтехимической промышленности Туркменской ССР.